# Опфикон
Опфикон (нем. Opfikon) — город в Швейцарии, в кантоне Цюрих.
Входит в состав округа Бюлах. Население составляет 20 356 человек (на 31 декабря 2018 года). Официальный код — 0066.

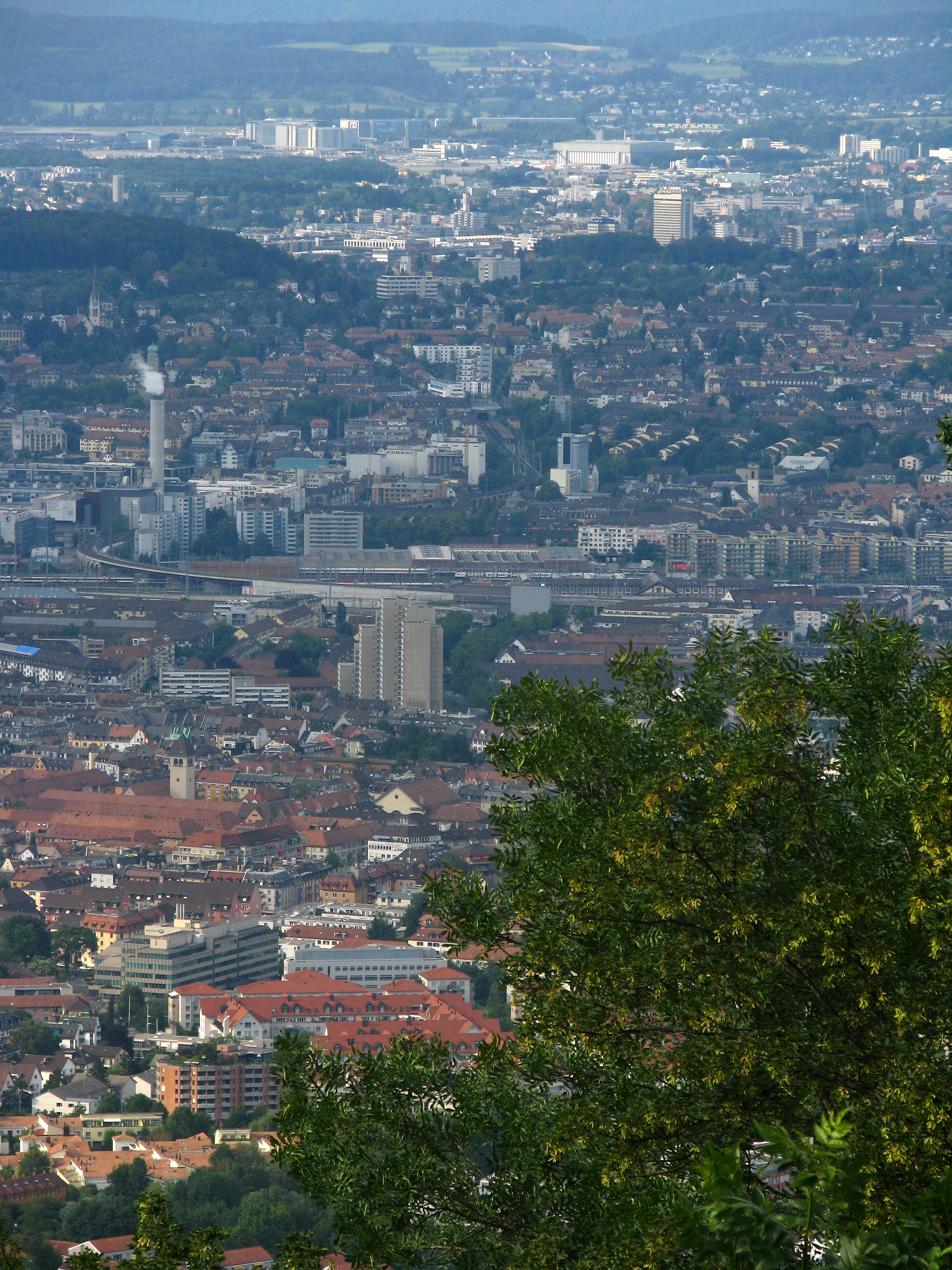
Вид на Цюрих, Опфикон и Клотен с холма Альбис